# Qatar Athletic Super Grand Prix 2010
Qatar Athletic Super Grand Prix 2010 – mityng lekkoatletyczny, który odbył się w stolicy Kataru – Dosze 14 maja 2010 roku. Zawody zainaugurowały pierwszą edycję Diamentowej Ligi.
Podczas mityngu uzyskano 9 najlepszych tegorocznych wyników na świecie.
W mityngu nie wystartowali kenijscy długodystansowcy – Micah Kogo, Moses Masai oraz Bernard Kiplagat, którzy zostali ranni w wypadku samochodowym w drodze na lotnisko, z którego mieli odlecieć na zawody. Także polska dyskobolka – Żaneta Glanc – wycofała się z mintygu w Katarze z powodu kontuzji.

## Rezultaty

### Mężczyźni
| Konkurencja:                  | 1. miejsce         | Wynik    | 2. miejsce             | Wynik    | 3. miejsce          | Wynik    |
| Bieg na 100 m                 | Asafa Powell       | 9,81w    | Nesta Carter           | 9,88w    | Travis Padgett      | 9,92w    |
| Bieg na 800 m                 | David Rudisha      | 1:43,00  | Asbel Kiprop           | 1:43,45  | Amine Laalou        | 1:43,71  |
| Bieg na 5000 m                | Eliud Kipchoge     | 12:51,21 | Vincent Kiprop Chepkok | 12:51,45 | Imane Merga         | 13:05,20 |
| Bieg na 3000 m z przeszkodami | Ezekiel Kemboi     | 8:06,28  | Paul Kipsiele Koech    | 8:06,69  | Patrick Langat      | 8:09,12  |
| Bieg na 400 m przez płotki    | Bershawn Jackson   | 48,66    | Kerron Clement         | 48,82    | Louis Jacob van Zyl | 49,59    |
| Trójskok                      | Alexis Copello     | 17,47    | David Giralt           | 17,31    | Yoandri Betanzos    | 17,22    |
| Pchnięcie kulą                | Christian Cantwell | 21,82    | Ralf Bartels           | 21,14    | Reese Hoffa         | 21,00    |

### Kobiety
| Konkurencja:               | 1. miejsce        | Wynik   | 2. miejsce              | Wynik   | 3. miejsce                      | Wynik   |
| Bieg na 200 m              | Kerron Stewart    | 22,34w  | Sherone Simpson         | 22,64w  | Cydonie Mothersill              | 22,66w  |
| Bieg na 400 m              | Allyson Felix     | 50,15   | Amantle Montsho         | 50,34   | Novlene Williams-Mills          | 50,50   |
| Bieg na 1500 m             | Nancy Langat      | 4:01,63 | Gelete Burka            | 4:02,16 | Siham Hilali                    | 4:03,89 |
| Bieg na 100 m przez płotki | LoLo Jones        | 12,63w  | Priscilla Lopes-Schliep | 12,67w  | Virginia Powell-Crawford        | 12,70w  |
| Skok wzwyż                 | Blanka Vlašić     | 1,98    | Chaunté Howard          | 1,98    | Ruth Beitia                     | 1,94    |
| Skok o tyczce              | Silke Spiegelburg | 4,70    | Tatiana Połnowa         | 4,55    | Anna Rogowska Jiřina Ptáčníková | 4,55    |
| Rzut dyskiem               | Yarelis Barrios   | 64,90   | Dani Samuels            | 64,67   | Sandra Perković                 | 62,33   |
| Rzut oszczepem             | Marija Abakumowa  | 68,89   | Barbora Špotáková       | 67,33   | Martina Ratej                   | 67,16   |

## Rekordy
Podczas mityngu ustanowiono 3 krajowe rekordy w kategorii seniorów:
| Zawodnik               | Reprezentacja | Konkurencja                   | Rezultat |
| ---------------------- | ------------- | ----------------------------- | -------- |
| Roba Gari              | Etiopia       | bieg na 3000 m z przeszkodami | 8:10,29  |
| Nikoléta Kiriakopoúlou | Grecja        | skok o tyczce                 | 4,55     |
| Martina Ratej          | Słowenia      | rzut oszczepem                | 67,16    |